# Nove Selo, Drohobîci
Nove Selo (în ucraineană Нове Село, în germană Neudorf) este un sat în comuna Bolehivți din raionul Drohobîci, regiunea Liov, Ucraina. Satul a fost locuit de germanii galițieni.

## Demografie
Componența lingvistică a localității Nove Selo
     Ucraineană (99,47%)
     Alte limbi (0,53%)
Conform recensământului din 2001, majoritatea populației localității Nove Selo era vorbitoare de ucraineană (99,47%), existând în minoritate și vorbitori de alte limbi.